# Arawali

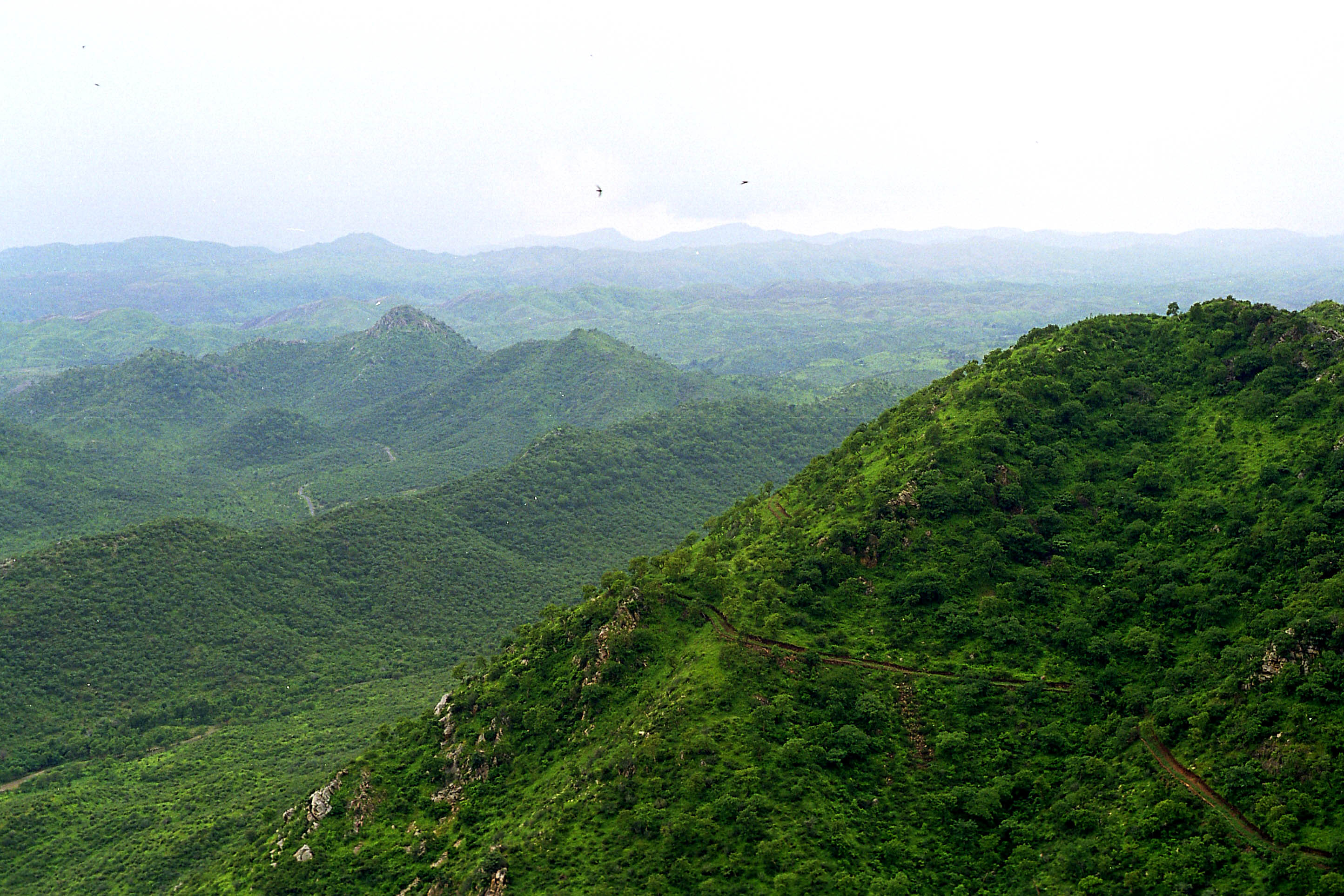
Pasmo Arawali

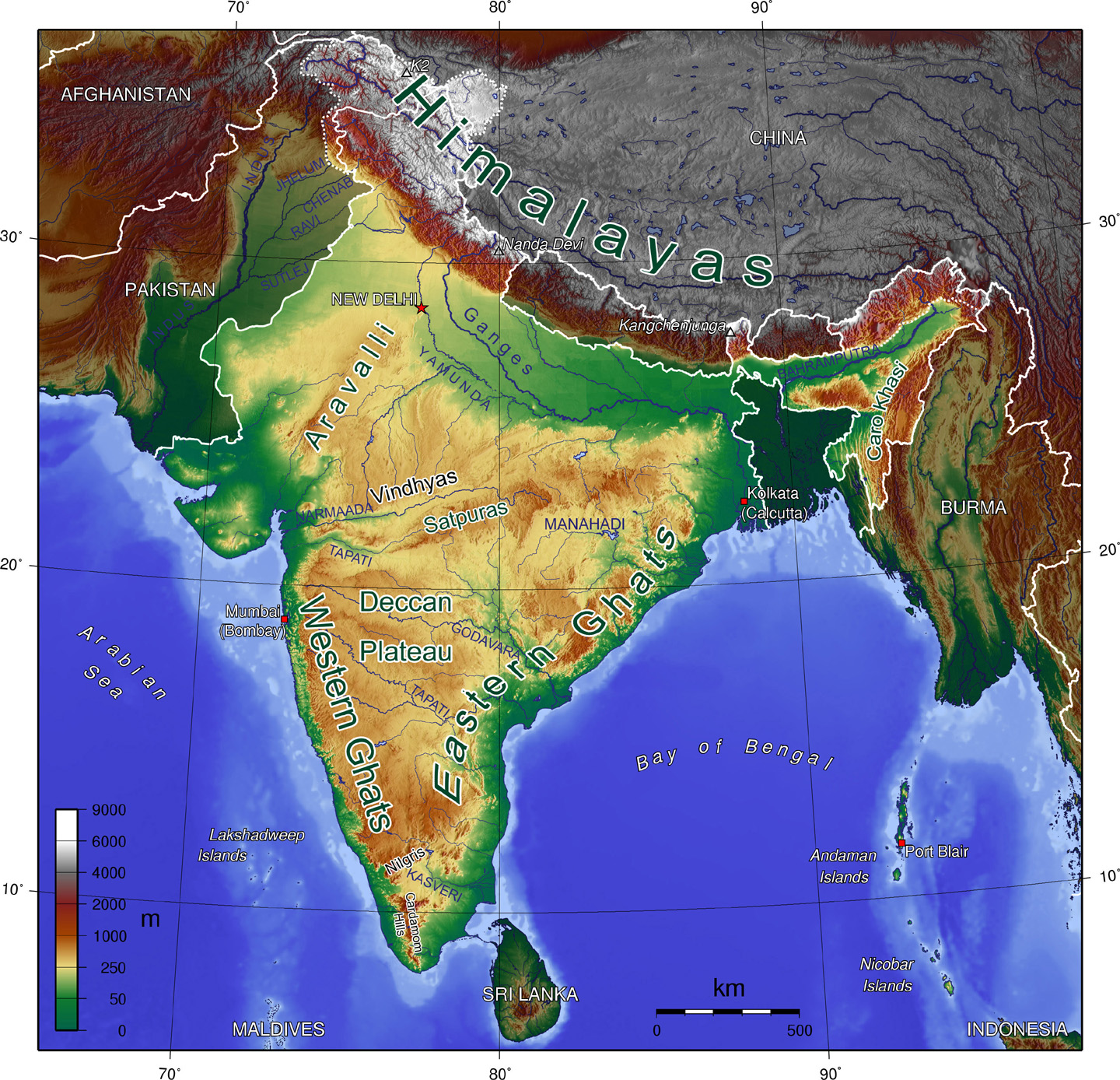
Główne pasma górskie Indii

Góry Arawali, Pasmo Arawali - pasmo niewysokich gór, rozciągające się na długości ok. 800 km głównie na terenie indyjskiego stanu Radżastan. Koniec północno-wschodni to izolowane wzgórza w stanie Harjana w pobliżu Delhi, zaś kraniec południowo-zachodni dochodzi do miejscowości Palanpur w pobliżu Ahmadabadu w stanie Gudźarat. Najwyższym szczytem jest Guru Shikhar (1723 m n.p.m.) stanowiący najwyższy punkt Góry Abu (ang. Mount Abu), przy granicy stanowej z Gudźaratem. 
Pasmo Arawali stanowi zerodowaną pozostałość starego łańcucha górskiego.